# Jakob Strasser
Jakob Strasser (* 3. Juni 1896 in Benken, Kanton Zürich; † 12. April 1978 in Rheinfelden, Kanton Aargau) war ein Schweizer Maler.

## Leben

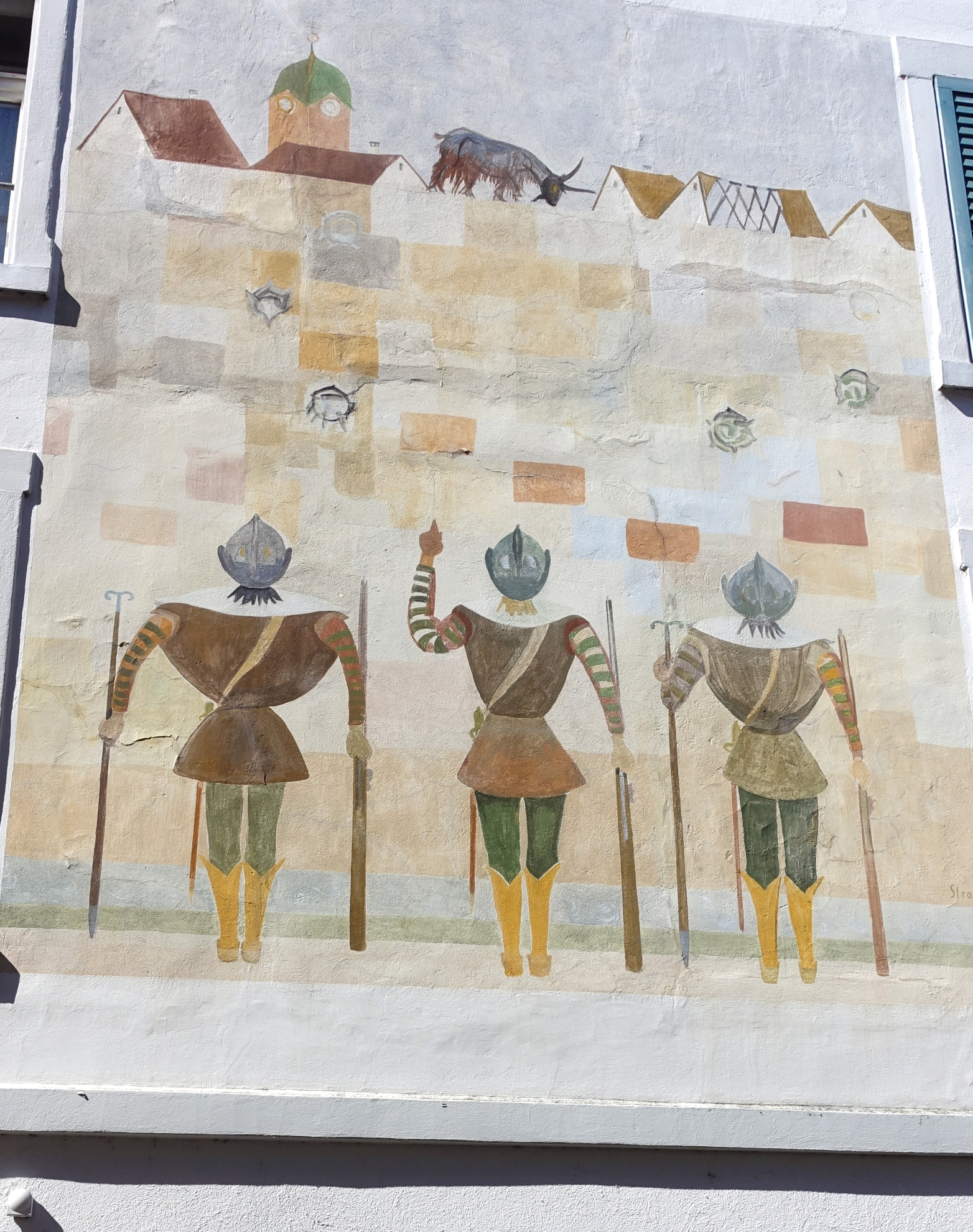
Wandbild, Winkelgasse in Rheinfelden

Jakob Strasser wuchs im aargauischen Rheinfelden auf. Er besuchte die Schulen in Rheinfelden und absolvierte eine Flachmalerlehre. Während seiner zweieinhalbjährigen Lehrzeit besuchte er Zeichen- und Malkurse an der Handwerkerschule Rheinfelden bei Paul Widmer. Von 1914 bis 1919 folgten ein Besuch der Allgemeinen Gewerbeschule Basel sowie Kurse bei Arnold Fiechter  und Albrecht Mayer. In den 1920er-Jahren unternahm Jakob Strasser Studienreisen nach Italien. Er war zeitlebens mit Adolf Glatt befreundet.
Der Unternehmer Adolph Roniger und seine Frau Bertha Charlotte geborene Hürlimann (1888–1931) unterstützten Strasser finanziell beim Entwerfen und bei der die spätere Realisierung der vier Wandgemälde der Abdankungshalle auf dem Waldfriedhof Rheinfelden.

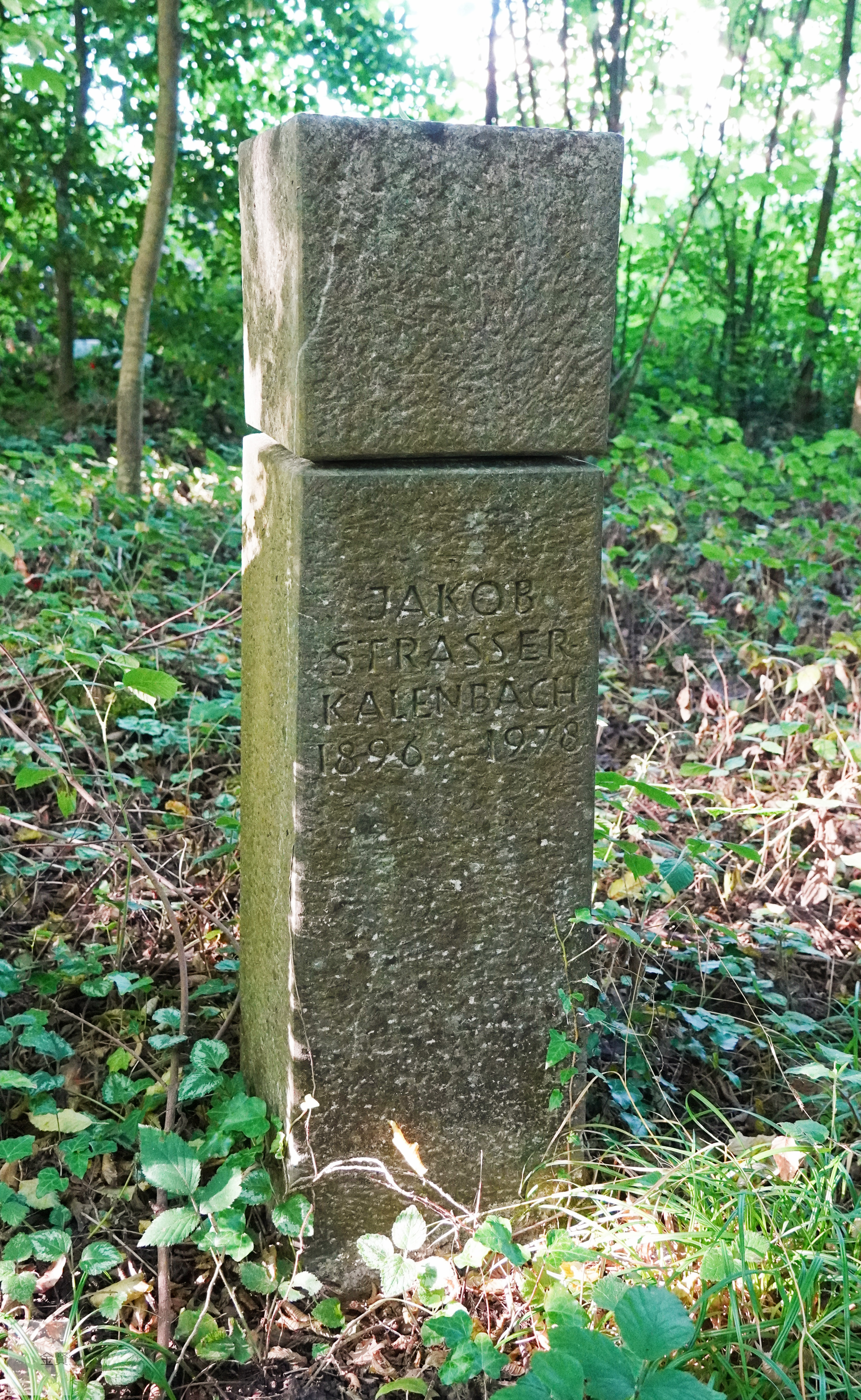
Grabstein von Jakob Strasser-Kalenbach im Waldfriedhof Rheinfelden

Strassers Werk umfasst figürliche Kompositionen, Stillleben und Landschaften aus der Umgebung in Rheinfelden gemalt in Öl, als Aquarell, als Holzschnitt und gedruckt. Sein Hauptthema ist der Alltag in der Kleinstadt mit Szenen, die das Leben, die Menschen und ihre Umgebung zeigen. Im reifen Alter war Jakob Strasser auch als Ausstellungsmacher tätig. Er kuratierte Ausstellungen von Zeitgenossen im Rheinfelder «Kurbunnen». Strasser war Ehrenbürger von Rheinfelden.
Der Grabstein von Jakob Strasser-Kalenbach ist im Grabsteinmuseum von Waldfriedhof Rheinfelden aufgestellt.

## Werke
Werke Strassers befinden sich unter anderem im Aargauer Kunsthaus Aarau, der öffentlichen Kunstsammlung Basel, Kunstkredit Basel-Stadt, Basler Kunstverein, Stadt Rheinfelden und Fricktaler Museum Rheinfelden. In Rheinfelden findet sich auch diverse Kunst am Bau:
- Mutter und Kind, Grablegung, Auferstehung, St. Martin; vier Wandbilder in der Abdankungskapelle des Waldfriedhofs Rheinfelden (1932)
- Frühling und Sommer; Wandbilder in Keimscher Mineralfarbe im Eingangspavillon des Rheinfelder Kurbunnens, Rheinfelden (1936, Pavillon abgebrochen 1979)
- Jugendjahre; Fresko im Schulhaus Schützenmatt (damals: Bezirksschulhaus), Rheinfelden (1954)
- Schwedische Truppen belagern Rheinfelden, Wandbild an einer Gebäudefassade in der Winkelgasse, Rheinfelden (1962)

## Einzelausstellungen
- 1956: Ausstellung zum 60. Geburtstag Jakob Strasser, Kurbrunnen Rheinfelden.
- 1976: Ausstellung zum 80. Geburtstag Jakob Strasser, Kurbrunnen Rheinfelden.
- 1981: Retrospektive Jakob Strasser 1898 bis 1978, Kunsthaus Aarau